# Samuel Szihn
Samuel Szihn (* 24. Dezember 2000 in Wien) ist ein österreichischer Leichtathlet, der sich auf den Weitsprung spezialisiert hat.

## Sportliche Laufbahn
2020 wurde Samuel Szihn zum ersten Mal österreichischer Meister im Weitsprung im Freien sowie 2022 in der Halle. 2022 bei den Staatsmeisterschaften in St. Pölten konnte er am 25. Juni 2022 mit 7,61 m erneut Staatsmeister im Weitsprung im Freien werden. Zudem wurde er 2018 Hallenmeister in der 4-mal-200-Meter-Staffel.

## Persönliche Bestleistungen
- Weitsprung: 7,61 m, 25. Juni 2022 in St. Pölten
  - Weitsprung (Halle): 7,39 m, 27. Februar 2022 in Linz